# Конец детства (мини-сериал)
«Конец детства» (англ. Childhood’s End) — американский телевизионный сериал, созданный Мэтью Грэмом по мотивам одноимённого научно-фантастического романа Артура Кларка. Премьера состоялась на канале Syfy 14 декабря 2015 года.

## Сюжет
Действие сериала начинается в 2016 году. Над большинством земных мегаполисов возникают огромные корабли. Раса могущественных пришельцев посещает Землю. Сверхправители, как их прозвали, демонстрируют подавляющее превосходство своих технологий над земными, немедленно прекратив все крупные военные конфликты.
В качестве посредника для общения с землянами Сверхправители выбирают не одного из политических лидеров, а рядового землянина, фермера из американской глубинки Рикки Стормгрена. Пришелец Кареллен во время встреч объясняет свою позицию: землянам предстоит пройти воспитание и постепенное обучение. На Земле начинается Золотой век. Подарок Сверхправителей Стормгрену помогает многим исцелиться от неизлечимых заболеваний. Однако не всем по душе принуждение, пусть даже мягкое и осуществляемое внешне из лучших побуждений. На Земле возникает и набирает силу сопротивление против пришельцев.

## В главных ролях
- Майк Фогель — Рикки Стормгрен[2]
- Ози Икхайл — Майло Родрикс[2]
- Дэйзи Беттс — Элли Стормгрен[2]
- Яэль Стоун — Перетта Джонс[2]
- Джорджина Хэйг — Аннабель
- Чарльз Дэнс — Кареллен[2]

### Второстепенный состав
- Джулиан Макмэхон — доктор Руперт Бойс[3]
- Эшли Цукерман — Джейк Грегсон[3]
- Хейли Магнус — Эми Моррел[3]
- Шарлотта Никдао — Рэйчел Осака[3]
- Колм Мини — Уго Уэйнрайт[3]
- Лачлан Роланд-Кенн — Том Грегсон
- Дон Хани — Пол Дэнлоу
- Зара Ньюман — Бриджет Родрикс

## Разработка
10 апреля 2013 года Syfy объявил о создании мини-сериала «Конец детства» по роману Артура Кларка. 3 сентября 2014 года Syfy объявил о начале съемок телесериала, который будет состоять из 3-х эпизодов. Было объявлено, что сценарий будет писать Мэтью Грэм, кресло режиссёра занял Ник Харран, а продюсерами стали Майкл Де Лука и Акива Голдсман. 24 октября 2014 года объявили, что Чарльз Дэнс сыграет Кареллена. 21 ноября 2014 года объявили, что Майк Фогель будет играть Рики Стормгрена. 12 января 2015 года объявили, что Колм Мини сыграет Уго Уэйнрайта, а Шарлотта Никдао — Рэйчел Осака. Трейлер сериала был выпущен в мае 2015 года. Показ телесериала состоялся в декабре 2015 года.

## Эпизоды
| № | Название        | Режиссёр   | Сценарист  | Дата показа в США | Зрители США (миллионы) |
| - | --------------- | ---------- | ---------- | ----------------- | ---------------------- |
| 1 | «The Overlords» | Ник Харран | Мэтью Грэм | 14 декабря 2015   | 1,45                   |
| 2 | «The Deceivers» | Ник Харран | Мэтью Грэм | 15 декабря 2015   | 1,24                   |
| 3 | «The Children»  | Ник Харран | Мэтью Грэм | 16 декабря 2015   | 1,28                   |

## Отличия от романа
В романе посредником выступал генсек ООН, в телесериале — простой американский фермер. В романе сверхправители показали землянам свой облик спустя 50 лет после прибытия в телесериале — через 15 лет. В романе сверхправители были отдалённо похожи на демонов из христианских представлений, телесериале это сходство усилено, и они выглядят как стереотипные демоны.